# Campagne du Grand Hiver
Guerres de la Révolution française
La Campagne du Grand Hiver (24 décembre 1794 - 3 février 1795) fut une tentative de la marine française d'organiser une campagne navale contre la marine britannique après la bataille du 13 prairial an II et se solda par un échec retentissant. 

## Contexte
La bataille du 13 prairial s'était terminée sur un succès stratégique de la marine française, mais sur le plan tactique, la flotte avait subi ses plus grandes pertes depuis la bataille de la Hougue. 
La Convention nationale ordonna à la marine de tenter une sortie au cours de l'hiver 1794-1795, pour tenter de prendre la Royal Navy au dépourvu, de contester sa domination sur les mers et d'endommager la flotte commerciale britannique. 
Le plan prévoyait pour cela d'envoyer une flotte de 35 navires venant de Brest naviguer dans le golfe de Gascogne. On enverrait par la même occasion une escadre de six vaisseaux de ligne et de trois frégates à la Guadeloupe et une autre, commandée par le contre-amiral Renaudin, à Toulon. La flotte principale devrait, elle, retourner à Brest en fin de campagne.

## La campagne dans les tempêtes de l'hiver
À la fin de l’année 1794, la Convention ordonne donc à la flotte basée à Brest d'effectuer, contre les Anglais, une audacieuse ou hasardeuse opération de diversion et de course. La flotte de la République venant de subir de graves dégâts et des pertes humaines importantes durant les combats de Prairial est alors en mauvais état. Elle appareille tout de même, commandée par l'amiral Villaret de Joyeuse, et quitte Brest le 24 décembre 1794, pour cette périlleuse mission. À la suite de la pénurie de matelots et d'officiers expérimentés, des équipages novices affrontent la mer pour la première fois. Le goulet de la rade de Brest est à peine atteint que le désordre s'installe parmi les navires qui manœuvrent pour éviter les abordages. Dans la confusion générale, le trois-ponts de 110 canons le Républicain, commandé par le capitaine de vaisseau Longer, s’échoue sur la roche Mingant (au milieu du goulet de Brest) sur laquelle il reste accroché jusqu'au petit matin, avant de se disloquer complètement, tuant dix marins. Pour éviter une nouvelle catastrophe, Villaret de Joyeuse fait mouiller l'escadre qui ne repart que sept jours plus tard. Peu après deux autres navires, le Téméraire et le Nestor (deux vaisseaux de 74 canons) subissent de gros dégâts dus au mauvais temps et retournent au port le 31 décembre. Le Téméraire parvient difficilement à rallier Saint-Malo, mais  il est très endommagé et, en ces années maigres, faute de matériaux dans les arsenaux, il ne sera pas réparé avant que son état ne se dégrade au point d'être finalement déclaré irréparable.
Trois frégates britanniques, les HMS Diamond, Flora et Arethusa sont chargées d'enquêter sur cette flotte le 2 janvier. Le HMS Diamond hisse un drapeau français en arrivant à proximité de la flotte, ce qui lui permet de naviguer avec elle. Par la suite le commandant du Diamond, le capitaine William Sidney Smith, qui parle parfaitement français, réussit  à obtenir des officiers du Nestor des renseignements importants sur les intentions françaises. Le HMS Diamond ira enfin naviguer dans la rade de Brest pour confirmer les propos français. 
Au cours des jours suivants, plusieurs navires commencèrent à rencontrer de graves problèmes, de par l'état de la mer et du délabrement total des navires. La coque du Neptune (74 canons) commença à prendre l'eau et le navire dut s'échouer pour éviter de sombrer, perdant 50 membres d'équipage. Le 29 janvier, le Neuf Thermidor (80 canons) coula, le lendemain, ce furent le Scipion (80) et le Superbe (74) qui sombrèrent et la Convention (74) perdit son gouvernail et dut être remorquée jusqu'à Lorient. Enfin la flotte perd aussi un autre vaisseau de 110 canons, le Révolutionnaire : l'ancien illustre Bretagne, hâtivement réparé après les combats de Prairial, rentre lui aussi en piteux état ; condamné, il sera démoli l'année suivante.
Au cours de sa mission, la flotte s'empare d'environ 70 navires de commerce britanniques mais, victime de fortes tempêtes, elle perd cinq (avec le Neptune) de ses propres navires et subit de graves dommages sur les autres dont beaucoup irréversibles. L'escadre de Renaudin dut reporter sa mission à Toulon pour soutenir le reste de la flotte, dont une partie était retournée à Brest entre le 28 janvier et le 3 février. Renaudin put repartir pour Toulon le 22 février et y arriva sans encombre le 2 avril. Finalement cette campagne sera un nouveau désastre pour la marine de la République.

Routes des escadres
Route de l'escadre de Villaret-Joyeuse
Route de l'escadre légère de Van Stabel

## Conséquences
Globalement, la campagne est considérée comme un désastre naval à cause des lourdes pertes des navires français sans qu'il y ait eu d'intervention de la Royal Navy, d'autant plus que les navires endommagés ne purent être facilement réparés par pénurie endémique de matériel dans les arsenaux français. La Marine française cessa effectivement de contester la supériorité de la marine britannique à partir de ce moment-là.
Désormais pendant toutes les guerres de la Révolution et de l'Empire, les amiraux français ou l'état-major de la marine, échaudés, s'emploieront essentiellement à éviter le combat entre flottes, adoptant des stratégies de fuite ou d'évitement, avec leur impact probable sur l'ardeur au combat des équipages français et la difficulté de les recruter. Côté britannique, les conséquences sont l'adoption de tactiques volontiers entreprenantes, innovantes et agressives. Le paroxysme étant la série d'opérations « chasseur - chassé » entre l'audacieux Nelson, soutenu par la pleine confiance de sa hiérarchie et de ses subordonnés, et l'infortuné Villeneuve, lié par les exigences excessives de Napoléon qui mèneront au désastre de Trafalgar.